# Atac a Can Navarro
L'Atac a Can Navarro es lliurà el 19 d'octubre de 1713 i fou un dels episodis del setge de Barcelona durant la Guerra dels Catalans (1713-1714), la darrera campanya militar de la Guerra de Successió Espanyola a Catalunya.

## Antecedents
El 14 de març de 1713 a Utrecht els plenipotenciaris de Carles d'Àustria firmaren el «Conveni per a l'evacuació de Catalunya». Aquest tractat fou ratificat el 22 de juny de 1713 pels representants de Felip V i Carles d'Àustria en el «Conveni de l'Hospitalet», que establia la fi de la guerra per l'1 de juliol de 1713. Però malgrat el tractat els Tres Comuns de Catalunya —institucions d'autogovern catalanes— convocaren una Junta General de Braços de Catalunya que el 9 de juliol de 1713 proclamà unilateralment que continuaven la guerra contra Felip V i contra França. Evacuades les tropes austriacistes, ocupada quasi tota Catalunya per les tropes borbòniques, i reduïts els resistents a Barcelona, els Tres Comuns alçaren ràpidament l'exèrcit de Catalunya nomenant-ne per general comandant Antonio de Villarroel.
Finalment el 25 de juliol de 1713 les tropes borbòniques al comandament del duc de Pópoli van arribar davant les muralles de Barcelona. Tot seguit Pópoli va sol·licitar l'obediència de la ciutat a Felip V, sol·licitud rebutjada el mateix dia. Davant la impossibilitat de prendre Barcelona a l'assalt per la manca d'artilleria pesant que pogués abatre les muralles i limitat per les carències tècniques i tàctiques de les tropes de Felip V, Popoli va adoptar l'estratègia que des de feia segles s'havia seguit en els setges als quals s'havia sotmès Barcelona. Va bloquejar la ciutat per terra i va centrar el millor de les seves tropes a la conquesta de la fortalesa de Montjuïc des de la qual, una vegada presa, podria obligar a la rendició de la ciutat.

## Batalla
El 13 d'octubre de 1713 el brigadier Josep Moragull i diversos oficials van sortir a inspeccionar les posicions dels assetjants a la falda de Montjuïc per la part de Nostra Senyora del Port, i foren detectats pels 40 membres de la companyia de José Fornés ocupants de la masia fortificada de Can Navarro, que havien quedat aïllades a l'extrem del cordó de setge, i sortiren en el seu suport el coronel Molins amb 50 fusellers, el governador de la fortalesa de Montjuïc Pau de Thoar i Grec amb alguns homes, i 40 membres de la Coronela de Barcelona.
L'atac fou un èxit, i un cop detectats, els borbònics hi enviaren reforços des del seu campament de Sants, provocant el replegament català en direcció a Montjuïc, on es van atrinxerar, coberts per l'artilleria del Castell de Montjuïc dirigida per i el
 amb el foc de granades de mà van rebutjar les diferents onades d'assaltants, fins que els borbònics van retirar-se.

## Conseqüències
Aquesta victòria no va impedir que els borbònics estrenyessin més el setge sobre la muralla i aconseguissin un bon punt per bombardejar la ciutat. Finalment, el Duc de Pòpuli seria substituït al capdavant del setge per James Fitz-James, Duc de Berwick.